# باوریش
باوریش (به فرانسوی: Baurech) یک کمون (فرانسه) در فرانسه است که در ژیروند واقع شده‌است. باوریش ۷٫۶۸ کیلومتر مربع مساحت دارد ۵۶ متر بالاتر از سطح دریا واقع شده‌است.